# Фотографіка

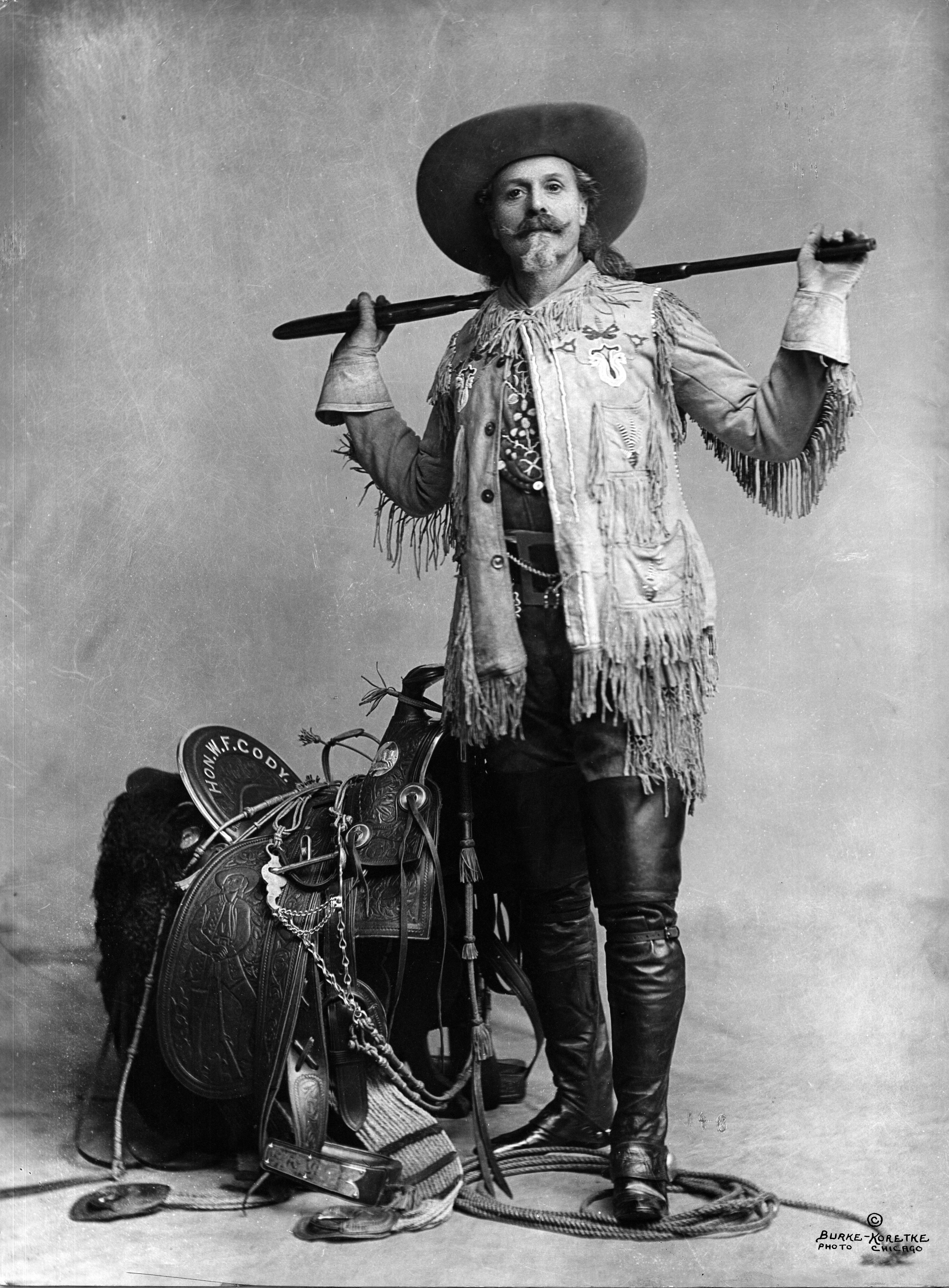

Фотографіка — (від грец. phos — «світло» і grapho — «креслю, малюю») — різновид графічного мистецтва, у якому поруч з традиційними технічними засобами фотографії використовують фотомонтаж (див. також фототипія).
Томас Веджвуд, син знаменитого англійського кераміста, в кінці XVIII ст. винайшов склад на основі нітрату срібла для «сонячної гравюри» — малюнка, який проявляється під впливом яскравого світла. 1839 р. французький хімік Луї Дагер (1787—1851) розробив спосіб отримання зображення за допомогою світла на металевій пластинці, покритій шаром йодистого срібла (див. дагеротип). 
З 1833 року техніку фотографії самостійно удосконалював англієць У. Х. Телбот (1800—1877).

## Історія виникнення
Чимало винахідників сподівалися за допомогою технічних процесів розширити можливості живопису, навіть не думаючи про нову галузь мистецтва. Прагматизм, що поширювався у XIX ст. (див. історизм; цивілізація), стимулював пошуки у сфері найбільш точного й об'єктивного варіанту відображення дійсності. Спочатку не усвідомлювалася небезпека підміни художнього мислення натуралізмом.
Камеру-обскуру використовували ще у XVIII ст. (див. ведута; перспектива), але вона була допоміжним засобом. Утім, головним лишалося естетичне почуття, художнє сприйняття натурного мотиву. З розвитком технічної цивілізації змінювалися уподобання.
Удосконалювалася техніка літографії і хромолітографії, що давало можливість створювати зображення «точнісінько, як у житті» (див. образотворче мистецтво). Люди хотіли бачити себе з різних сторін й очікували від мистецтва не перетворення дійсності, а її документального відображення.
У середині XIX ст. всюди з'являлися фотоательє, в яких приймали замовлення на портрети, їх виготовляли швидше, точніше і дешевше, ніж це могли зробити живописці. Гаспар-Фелікс Турнашон на прізвисько Надар (1820—1910) починав літографом, але потім став створювати портрети сучасників, використовуючи фотоапарат. 
На першій Всесвітній виставці в Лондоні 1851 р. був продемонстрований стереоскоп — фотокамера з двома об'єктивами, відповідними правому і лівому оку людини. Прагматизм і техніцизм тріумфували.

## Сучасність
Спочатку фотографія розвивалася, використовуючи традиційні жанри, що склалися в історії живопису: портрет, натюрморт, пейзаж, інтер'єр. Фотографи використовували «пікторіальний» («картинний») метод: ефектне бічне освітлення, грим, декорації, бутафорські предмети (пор. театр). Потім, на початку XX ст., у зв'язку з розвитком конструктивізму, функціоналізму та дизайну наївному періоду розвитку фотомистецтва прийшов кінець. З'явилися документальна фотографія, експериментальна (художня), рекламний фотомонтаж, фотографіка як компонент оформлення книги й засіб поліграфічного мистецтва, різновид графічного дизайну і, нарешті, як вид авангардного мистецтва. З середини XX в. розвивалося постмодерністське протягом радикального реалізму, майстри якого використовували натуралістичні прийоми й можливості фотокамери, загострюючи їх до гротеску, монтуючи фрагменти фотографій у безглуздих поєднаннях (пор. артдизайн; відеоарт; віртуальна реальність; дадаїзм; комп'ютерна графіка: дигитальна графіка; "магічний реалізм"; "метафізичне мистецтво"; голографія; плакат; оп-арт; "обман зору"; сучасне мистецтво).